# アルタル・デ・サクリフィシオス

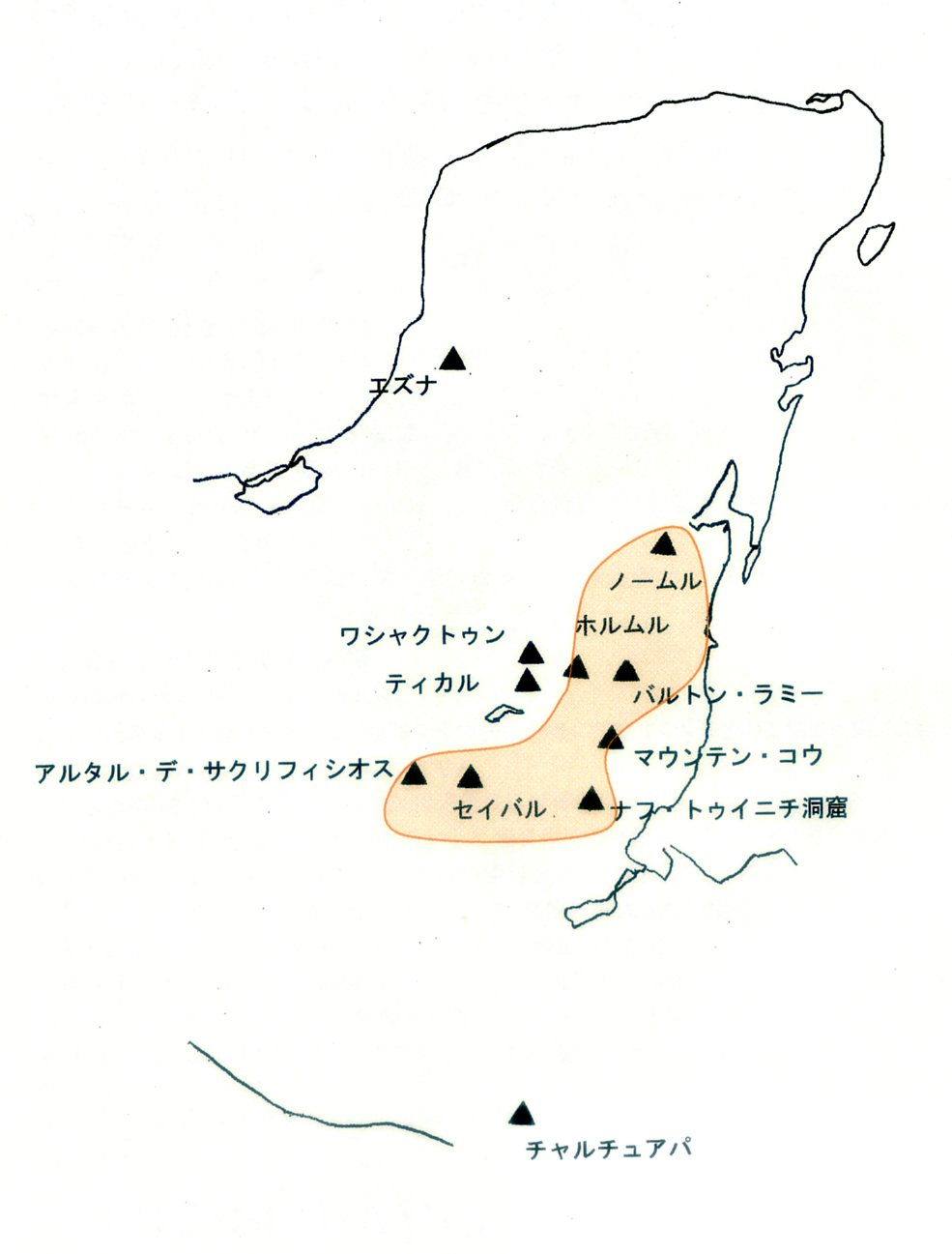
アルタル・デ・サクリフィシオスの位置。橙色は原古典期のフローラル・パーク土器圏のひろがり。

アルタル・デ・サクリフィシオス (Altar de Sacrificios) は、グアテマラ中部、パシオン川流域にあるマヤ遺跡である。雨期に増水によって水面下になってしまうパシオン川の両岸を見下ろすパシオン南岸の小高い丘に立地する。アルタル・デ・サクリフィシオスの居住は、マヤ低地最古に属する先古典期中期のシェー相（紀元前900年頃）から始まり、古典期終末まで続く。アルタル・デ・サクリフィシオスの中核部は、A・B・Cの3つの建築グループで構成され、400平方メートルを超える範囲にひろがっている。アルタル・デ・サクリフィシオスの神殿ないし建築物の特徴は、通常基壇の上に神殿がたてられた場合に見られる持ち送り式アーチ（疑似アーチ）の建物の痕跡がみられないということである。そのため、神殿本体は、木造土壁茅葺きのような腐りやすい材質で建てられていたと考えられる。

## 研究略史

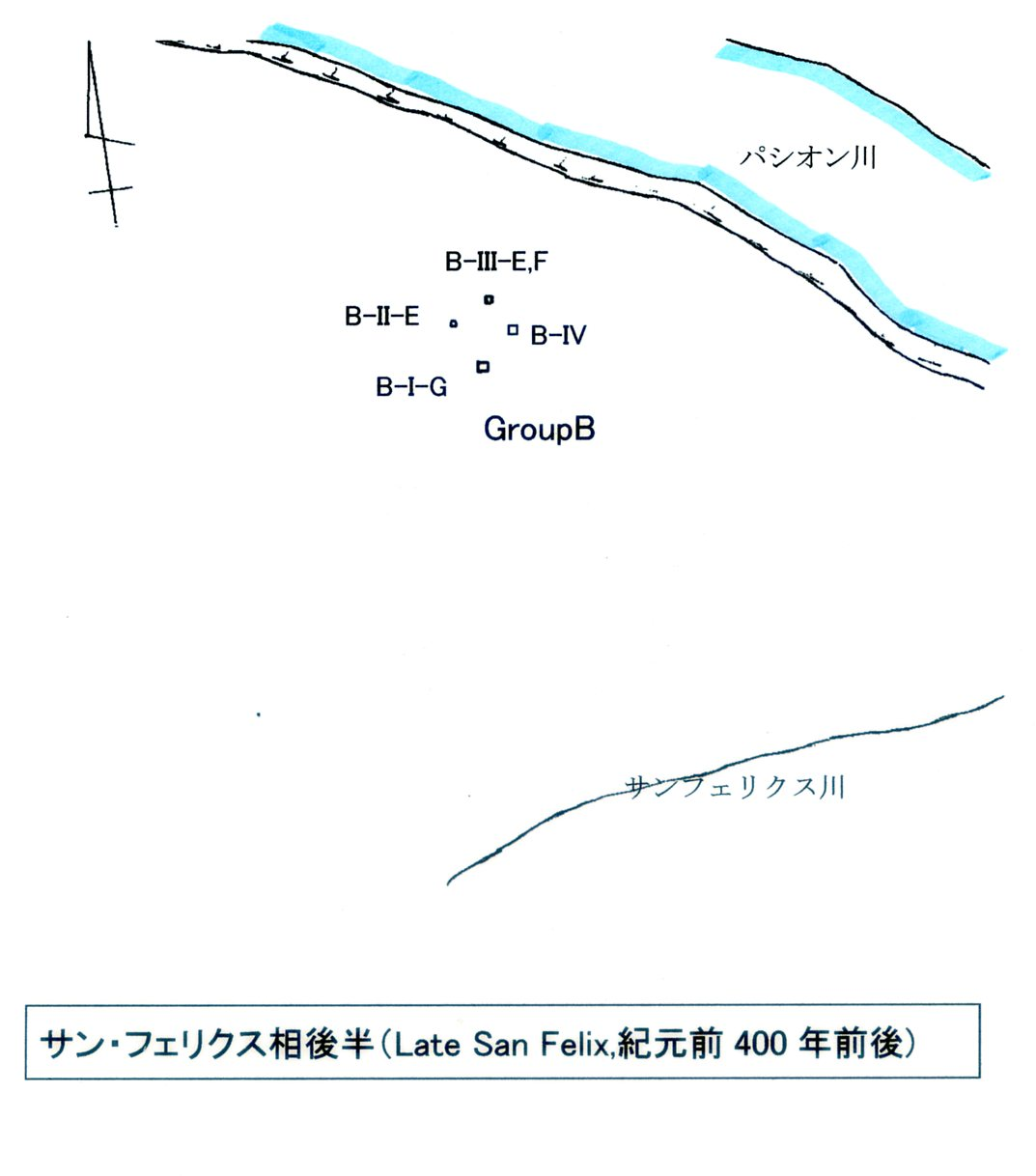
先古典期中期後葉（サン・フェリクス相後半）のアルタル・デ・サクリフィシオスの遺構配置概念図。必ずしも正確な大きさや厳密な位置を示さない。

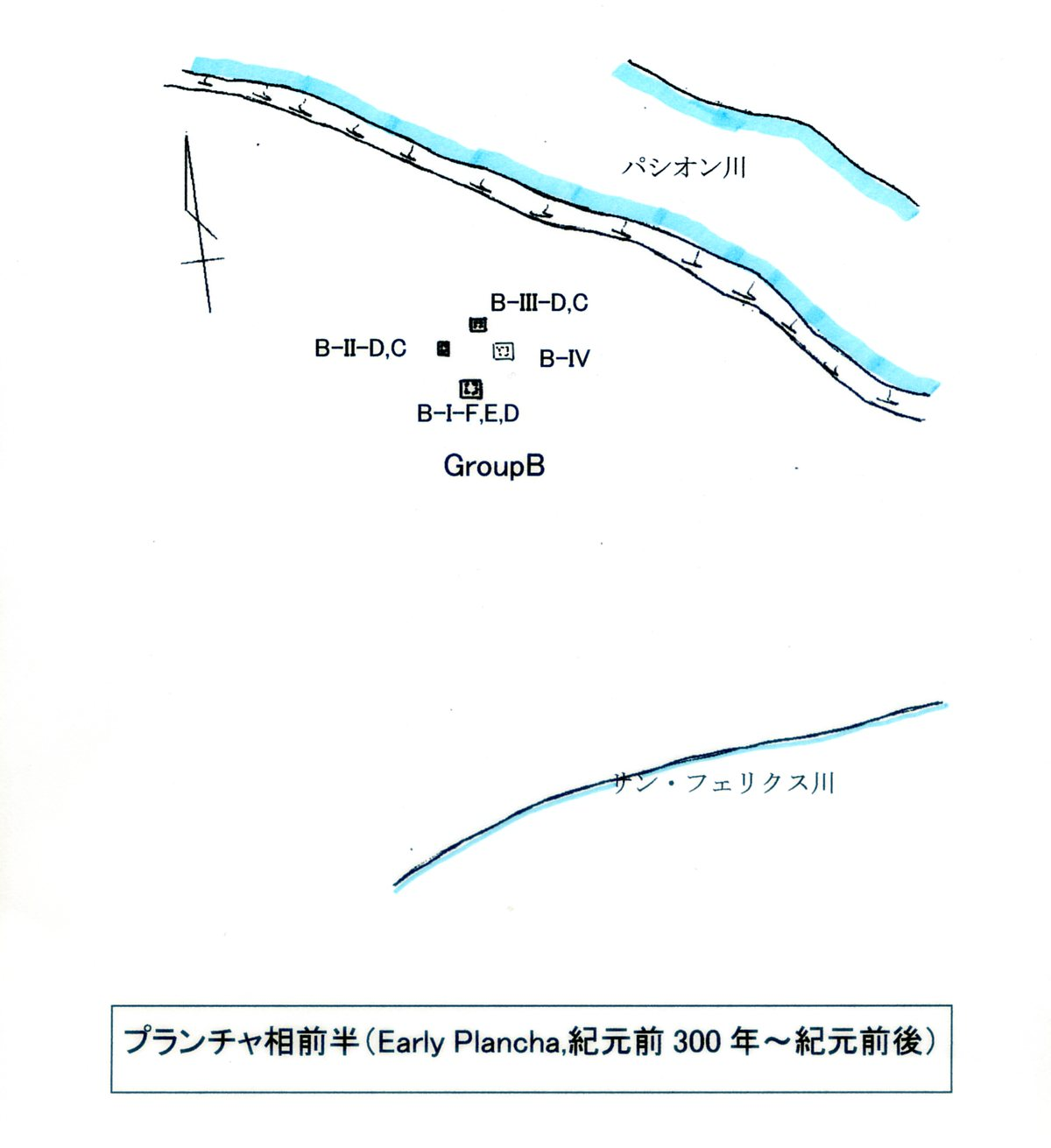
先古典期後期前半（プランチャ前半）のアルタル・デ・サクリフィシオスの遺構配置概念図。

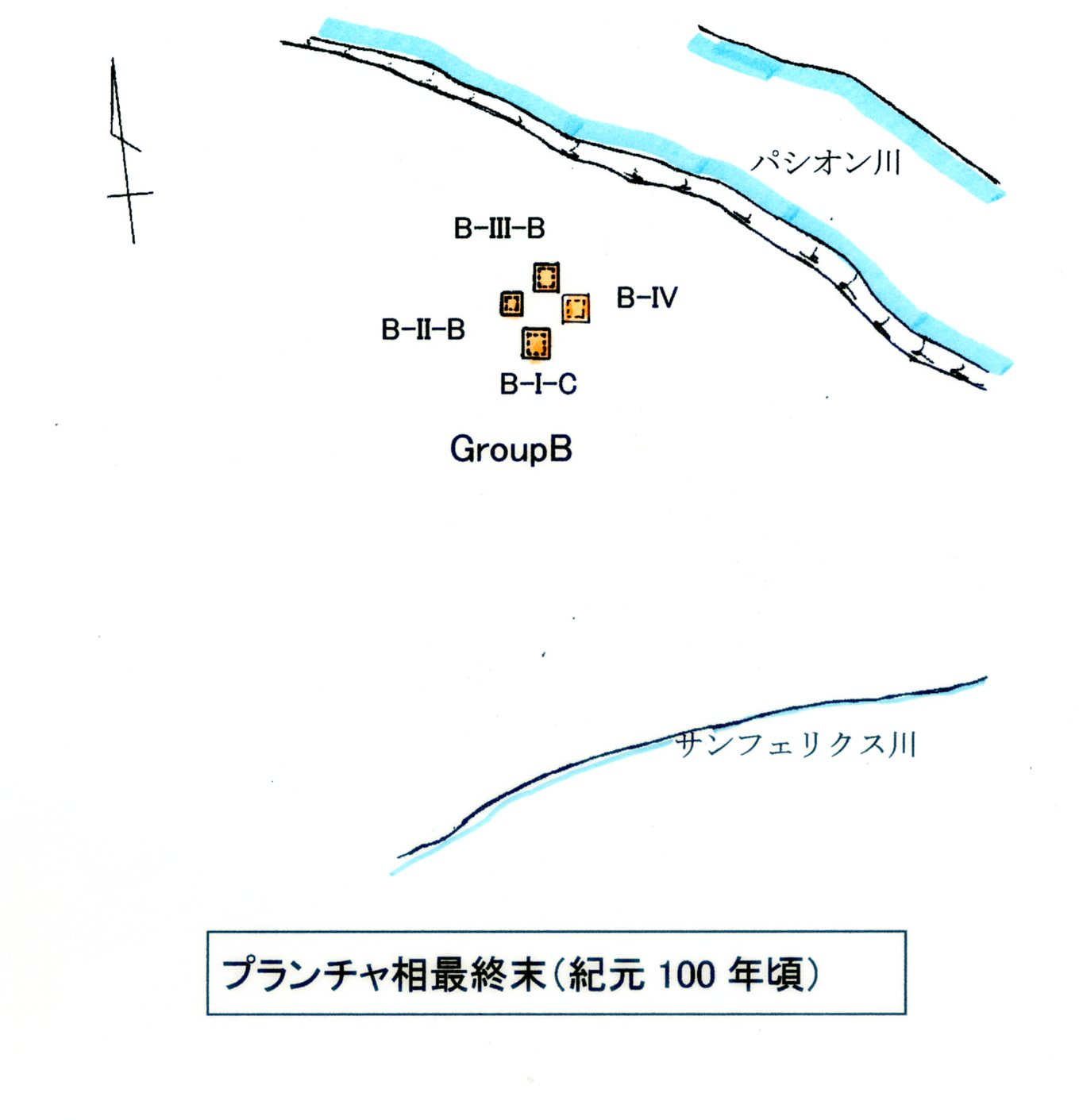
先古典期後期末葉（プランチャ終末）のアルタル・デ・サクリフィシオスの遺構配置概念図。橙色は建物の石材に赤色砂岩を用いていることを示す。

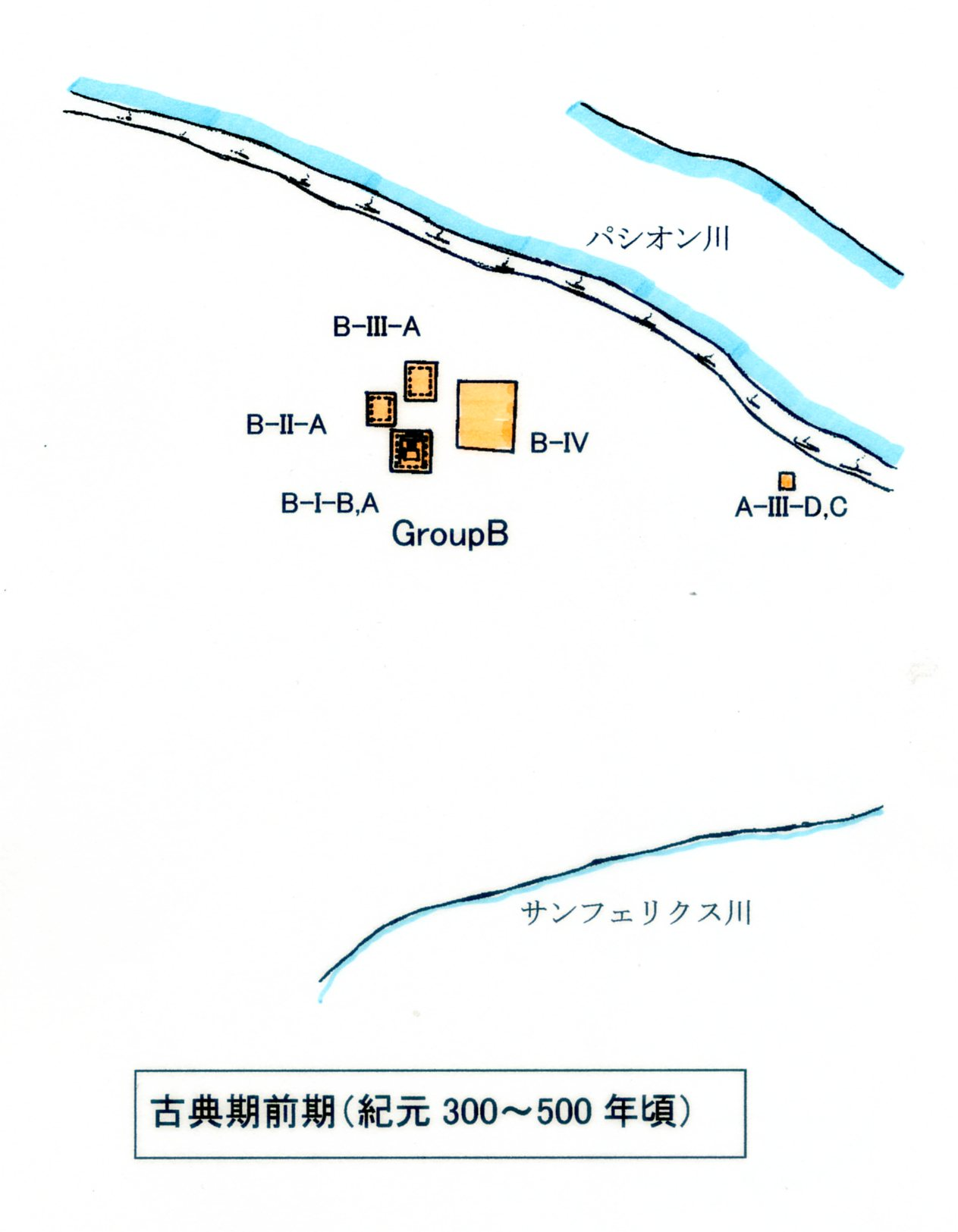
古典期前期（サリナス〜アイン〜ヴェレモス）のアルタル・デ・サクリフィシオスの遺構配置概念図。橙色は赤色砂岩を用いていることを示す。

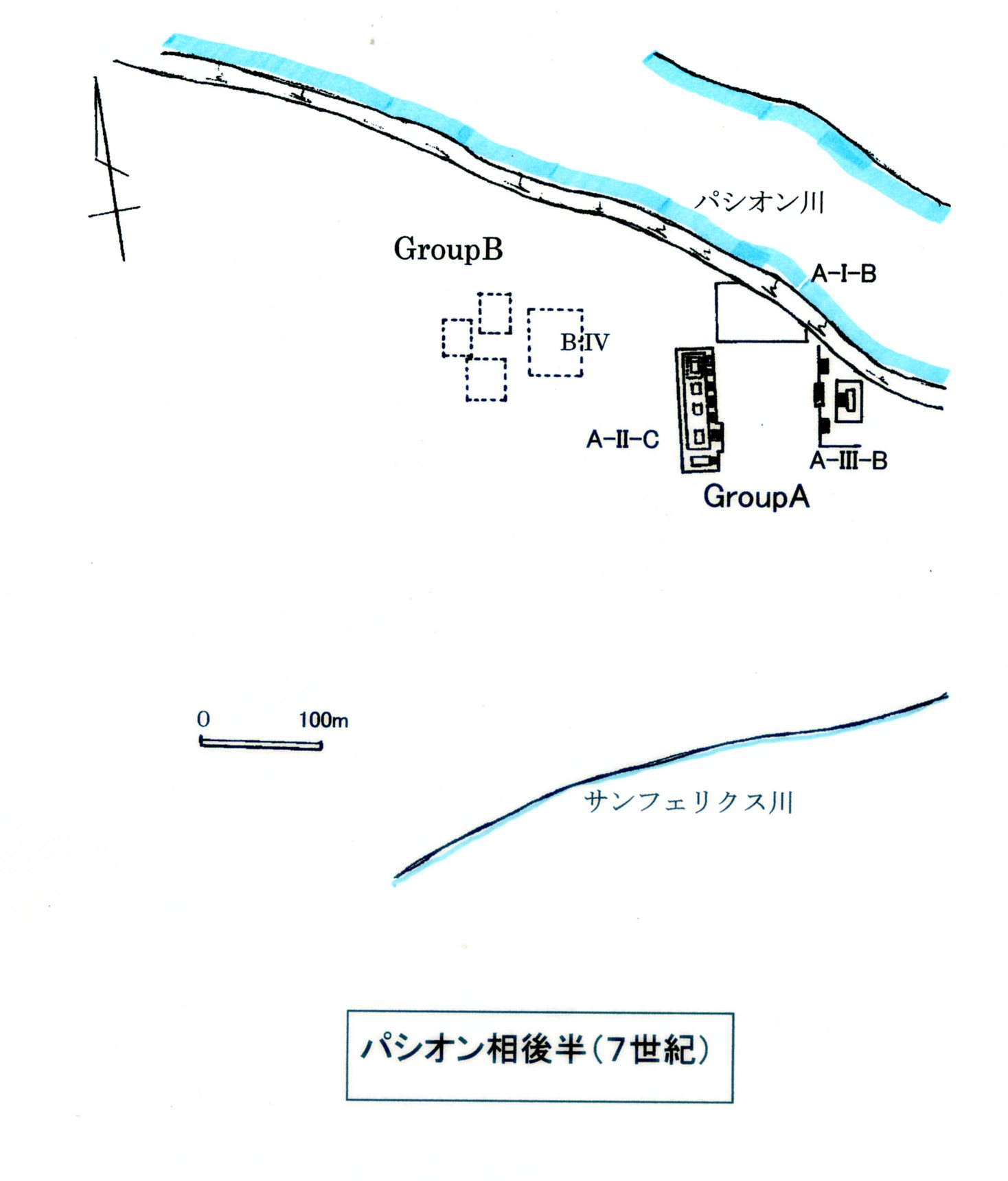
古典期後期（パシオン相後半、7世紀頃）のアルタル・デ・サクリフィシオスの遺構配置概念図。グループAの建物はだいたいの大きさを示し、建物の石材に石灰岩を用いているので色を塗らず白で示す。

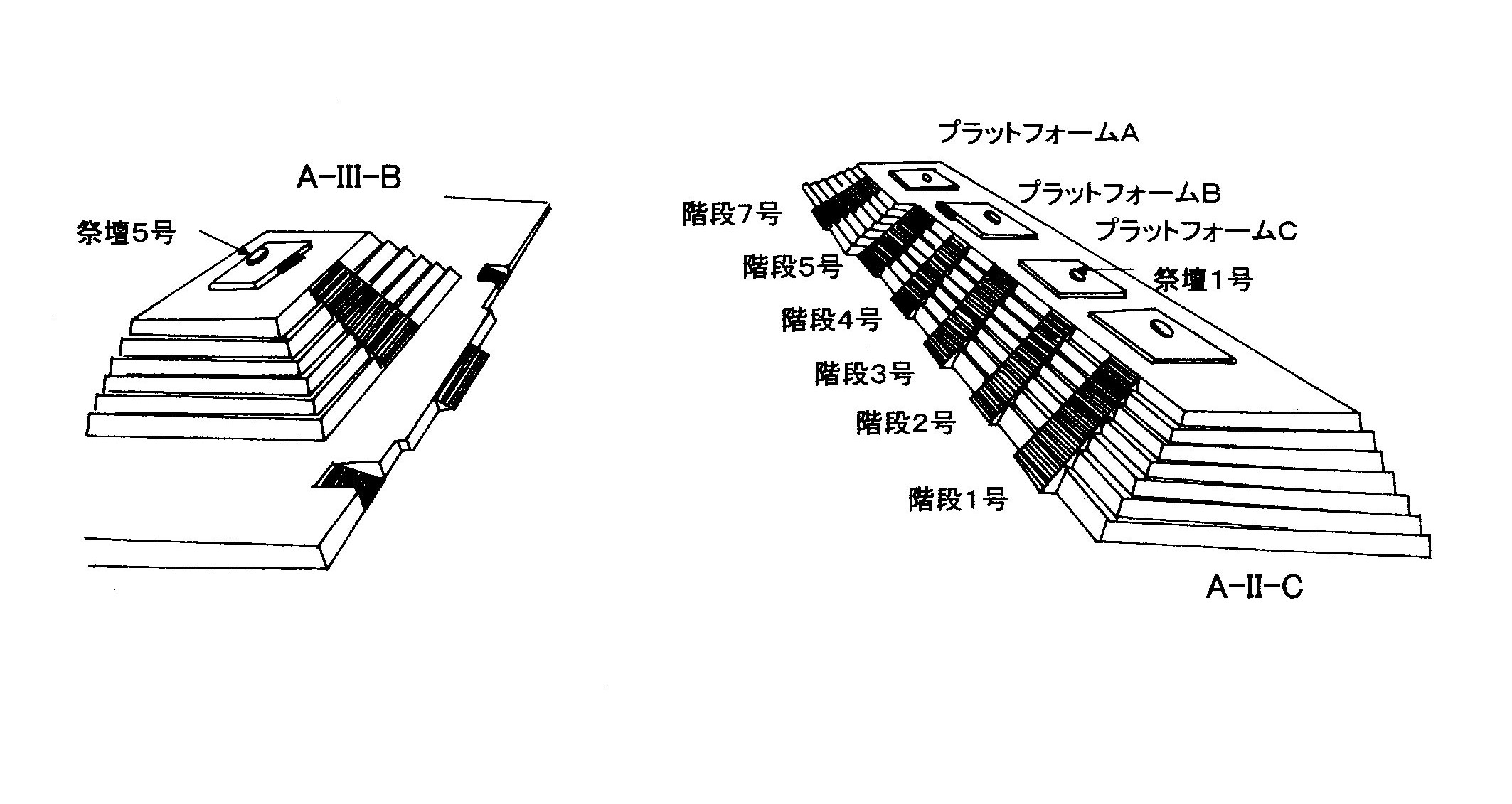
古典期後期（パシオン相後半、7世紀頃）のグループAの想像図（北より）。

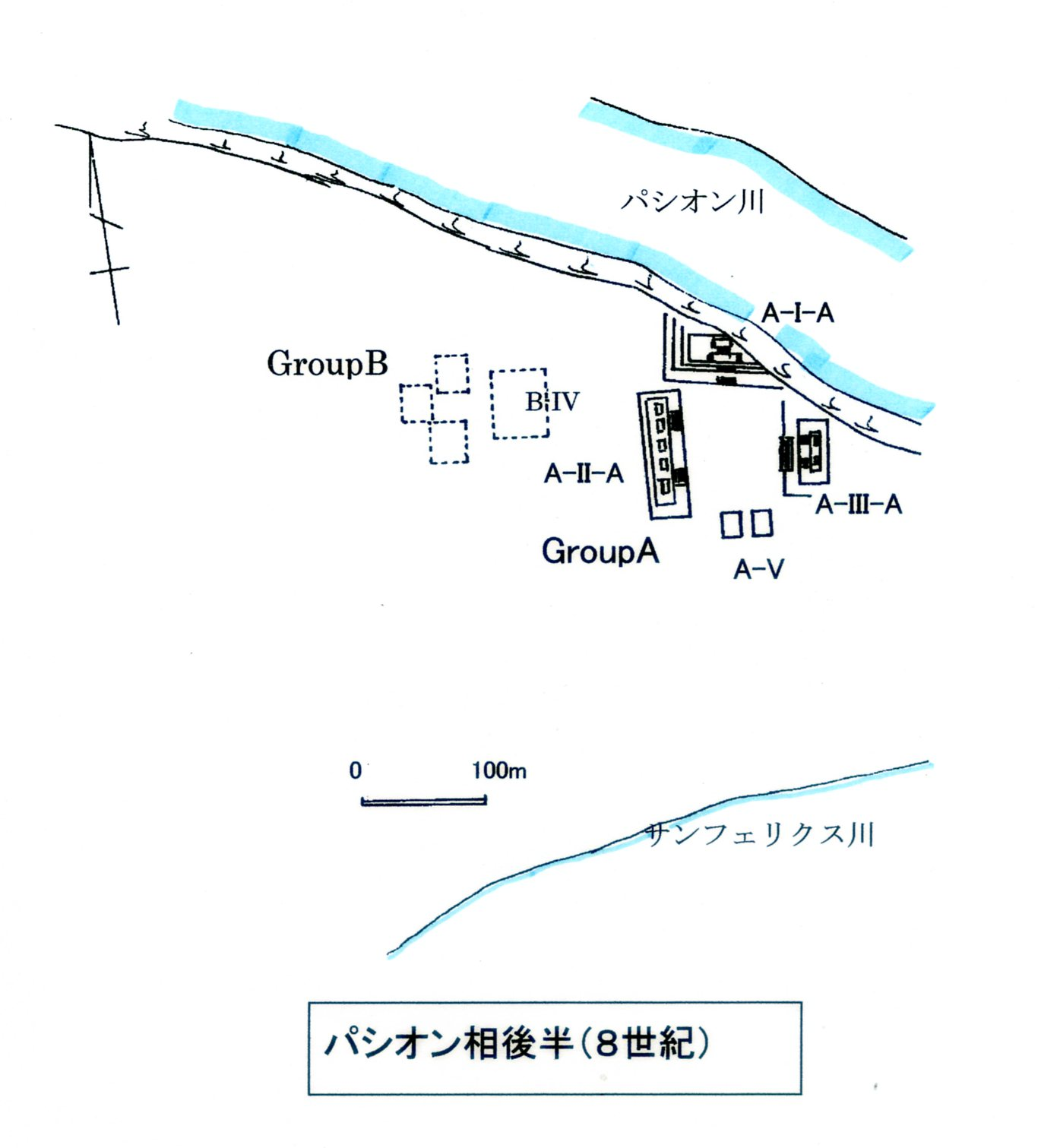
古典期後期（パシオン相後半、8世紀頃）のアルタル・デ・サクリフィシオスの遺構配置概念図。

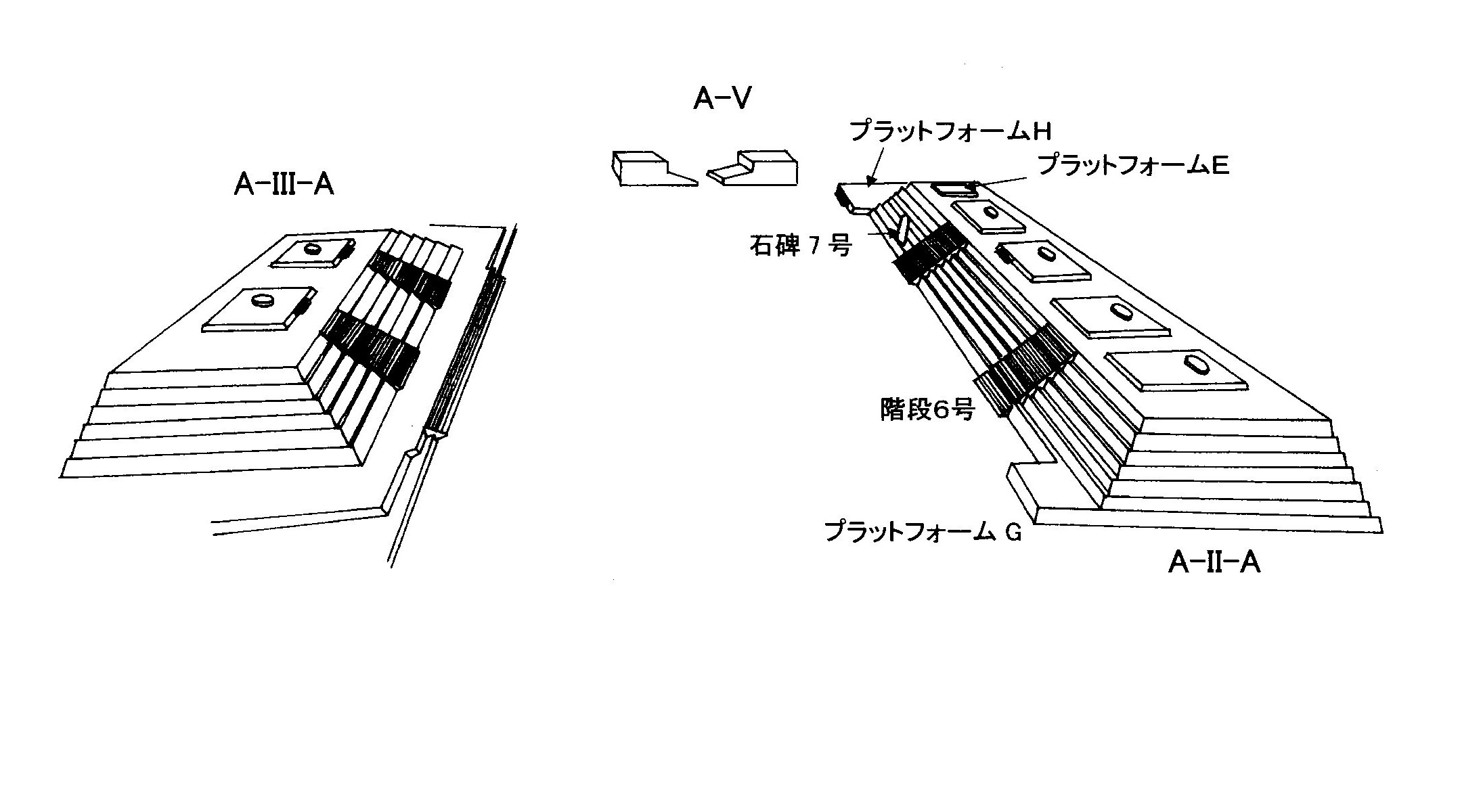
古典期後期（パシオン相後半、8世紀頃）のグループAの想像図（北より）。

アルタル・デ・サクリフィシオスは、1883年にアルフレッド・モーズレー (Alfred Maudslay) によって記録上はじめて紹介された。モーズレーはヤシュチランの調査の帰途にパシオン川の河口付近で発見した遺跡について短い記録を残している。遺跡の大きさや位置、建造物、祭壇などの状況が一致することから、この遺跡がアルタル・デ・サクリフィシオスであると考えられている。テオベルト・マーラー (Teobert Maler) が1895年と1904年にパシオン川-ウスマシンタ川流域の探索を行い、1895年7月11日と1904年6月22日にこの遺跡を調査。巨大な円形の祭壇を発見し、「アルタル・デ・サクリフィシオス」（生贄の祭壇）と命名した。この祭壇は建造物A-IIプラットフォームC頂上に置かれた祭壇1である。1914年にシルヴヌス・グリスヴォルド・モーリー (Sylvanus Morley) が石碑や石彫などの金石学的な調査をおこない、石碑や石彫に関する最初の報告書を1937年と1938年にかけて刊行した。1959年から1964年にかけてレドヤード・スミス (A. Ledyard Smith) とゴードン・ウィリー (Gordon R. Willey) によるハーバード大学の調査隊が一般調査と図化、発掘調査を行い、1969年から1973年にかけて、次々に分冊として報告書を刊行した。おもなものは、リチャード・アダムス (Richard E.W. Adams) による土器に関するもの（1971年刊）、スミスによる建造物など遺構に関するもの（1972年刊）、ジョン・A. グラハム (John A. Graham) による碑文に関するもの（1972年刊）、ウィリーによる土器以外の遺物に関するもの（1972年刊）が挙げられる。

## 文字記録による沿革
石碑に刻まれた年代は、石碑10号の9.1.0.0.0.（9バクトゥン1カトゥン0トゥン0ウィナル0キン、長期暦 (Long Count) で西暦に直すと455年、通常9.1.0.0.0.と表現される。以下単位を略す）から始まり、771年の日付が刻まれた石碑15号で終わっている。石碑の一連の組み合わせはアルタル・デ・サクリフィシオスの王の代替わりを反映しており、古典期前期の455年から524年までに三代の王がいて、グループBの建造物を建てた。その後、589年を示す年代まで中断している。このとき即位した王は、633年までその勢力を保った。この王のあとは4代の王が直ちに王位を継承し、662年まで王朝が続いたことがわかっているが、その後は石碑が建てられているものの、王位継承についてははっきりしていない。このときの王たちは、グループAの南側のプラザ（中庭）を囲む建物を建設した。石碑が建てられなくなったことによって、アルタル・デ・サクリフィシオスの王朝が独立を失ったと考える研究者もいるが、9世紀まで建造物が建てられ続け、遺跡が祭祀センターとして機能してきたことはわかっている。
9.10.0.0.0.（633年）が刻まれた石碑9以前は砂岩、9.10.10.0.0.（643年）が刻まれた石碑4以降は石灰岩で作成されており、石碑の材質と刻まれた長期暦の関係が指摘されている。砂岩の石碑は455年の石碑10から633年の石碑9までで、グループBかグループAの南側プラザに位置する。石灰岩の石碑は643年の石碑4から771年の石碑15までで、全てグループAの北側プラザに位置する。祭壇1など長期暦が刻まれていないモニュメントも633年以前の砂岩時代か、643年以降の石灰岩時代かに区分することができる。

## グループB

### 先古典期
アルタル・デ・サクリフィシオスで最も古い建造物群はグループBに集中している。グループBの南側に位置する建造物B-Iは、アルタル・デ・サクリフィシオスで最も高い建物として知られ、高さ13 mを測る。建造物B-Iの最下層は、本来の地表に建てられたシェー相の住居の基壇であり、それを順次覆ってピラミッドが築かれていることがレイヤード・スミスとゴードン・ウィリーらの発掘調査で明らかになった。最初のピラミッド様の建造物が建てられたのは先古典期中期後半のマモム期（ペテン地方を中心としたマヤ低地南部の標式遺跡ワシャクトゥンの編年で先古典期中期の後半に相当）並行のサン・フェリクス相（紀元前600年-紀元前300年）の後半であり、構築物Gと呼ばれる南北に2段ずつの階段のある低い建物であった。B-Iの北西には、B-IIの構築物F、B-Iに向かい合って北側にあるB-IIIには構築物FとEが造られた。その後チカネル期（ワシャクトゥンの編年で先古典期後期に相当）並行のプランチャ相の前半（紀元前300年-紀元前後）にB-I-Gの基壇を覆ってピラミッドが3回にわたって造られた（構築物F, E, D）。建造物B-IIは、サン・フェリクスからプランチャにかけての時期に構築物D, さらにそれを覆って構築物Cが建てられている。構築物Cにかぶせて構築物Bが建てられているが、これも石灰に貝殻を混ぜ込んだ壁や土器の出土状況から間接的に判断してプランチャ相の後半頃と考えられる。建造物B-IIIもプランチャ相の前半に構築物Eを覆って、構築物Dが建てられ、その上を覆う構築物Cは、高さ3.6 mに達する頂部を平坦につくるピラミッドで、プランチャ相後半の遺物を含む埋葬99号より古いことがわかっている。構築物Cを覆う構築物Bは、プランチャ相の最終末である。

### 原古典期〜古典期
建造物B-Iも構築物Cが原古典期の前半、プランチャ相の最終末に建設された。原古典期から古典期初頭のサリナス相（紀元100年-450年）の時期に構築物B、さらにそれを覆って最終的なピラミッドである構築物Aが造られた。構築物Aの外装は赤い砂岩のブロックが積み重ねられた何段かの階段状の基壇になっている。ウィリーは、建造物B-Iの外装ピラミッドである構築物Aは、石碑10号に刻まれた455年に完成したと考える。建造物B-I-Aは、石碑11号から13号までを伴っており、少なくとも石碑12号の9.4.10.0.0.0.（524年）まで神殿として機能したと考えられる。ただし、小規模な儀式に用いられたと考えられる古典期後期のパシオン相やボカ相の遺物もみられる。建造物B-IIとB-IIIもサリナス相の時期にそれぞれ構築物Aが建設された。建造物B-IIは最終的に高さ6 mに達し、建造物B-IIIは高さ4.9 mに達した。建造物B-IVは、少なくとも二層の宮殿様の建物で、内部に広間をもっている。サンフェリクス相後半（先古典期中期）に建築活動が始まり、プランチャ相（先古典期後期）の時期に東側に階段と祭壇が建設された。サリナス相（原古典期）とアイン相（古典期前期）に最大規模の建物が以前の建物を覆って建設され、後古典期まで使用されていたと考えられる。グループBの建物はいずれも外装を赤い砂岩でおおっている。

## グループC
グループCは、グループBの南側にあって小規模のプラザを形成している。宮殿様の建造物である建造物C-Iはもともと基壇だけで高さ6.5 mほどの高さだったと考えられる。試掘調査を行ったところ、先古典期中期から後期に至る層位と土器の編年が明らかになった。しかし、プランチャ相の層が著しく破壊されており、原古典期から古典期前期の層が欠落していた。使われた石材や工法は、グループBに似ており、先古典期は、石灰と貝殻で突き固めていたピラミッドで、古典期では赤い砂岩を表面に用いていたことがわかっている。赤い砂岩はパシオン川の1 km上流の露頭より切り出してきたことが判明している。

## グループA
アルタル・デ・サクリフィシオスの西側には、グループAがあり、南北二つのプラザを持ち、その規模は、グループBとグループCを合わせたよりも大きい。グループAの建造物や石碑に使用されているのはすべて石灰岩であり、6 km上流の露頭より切り出されてきたものと考えられる。グループAが建設されたのは、古典期後期のチクソイーおよびパシオン相で石碑の年代からおよそ600年から771年の時期に当たる。グループAの建物は、さらに古典期終末のボカ相（771年-900年）、900年以降のヒンバ相に古典期後期の建物を覆って建築活動が続く。

### 建造物A-I
建造物A-Iはアルタル・デ・サクリフィシオスの北端に位置し、パシオン川の増水や流路の変更などで北側が一部破壊されているものの、複数の基壇を持つ長さ30 m, 基壇の高さ11 mを超える建物である。建造物A-Iの建築活動がはじまったのは最も古い構築物の上層から検出されたもっとも新しい土器がチクソイー相のものであることから、古典期前期の終末から古典期後期の初頭であると推察される。そのうえに構築物Eがかぶせるように建設された。構築物Eは、チクソイー相からパシオン相の初頭の時期で古典期後期初頭に建設された。さらに構築物Eにかぶせるように構築物Dがパシオン相の前半に建設される。構築物Eの階段12号を覆うようにして構築物Dの階段11号が検出された。構築物EおよびDは赤い砂岩で建設されている。しかしまもなく構築物Dは一部石灰岩で改造され、建造物Cとして改築される。構築物Cにかぶせて構築物Bが建設される。構築物Bの南側にある階段1号と壁86号の近くにある石碑4号と石碑5号に刻まれた年代はそれぞれ642年および652年に相当する日付であった。構築物Bにかぶせて構築物Aが建てられた。共伴する土器の年代からパシオン相の後半からボカ相までの時期（古典期後期後半、7世紀後半〜8世紀頃）に建設された。

### 建造物A-II
建造物A-IIは、グループAの北側のプラザの西側に位置する長細い基壇である。A-IIの建設活動が始まった年代は、共伴する土器の資料が同定できないのではっきりした年代は不明だが、赤い砂岩を建材として使用しているため、古典期前期終末から古典期後期初頭にA-IIの北側部分に構築物Dが建設されたと考えられる。構築物Dを覆って石灰岩で造られた構築物Cが建設された。構築物Cは、8段の階段状基壇を持ち、東側に階段を6か所（階段1〜5, 7）もっている。頂部にプラットフォームA〜Dと呼ばれる低い基壇があり、プラットフォームCに祭壇1号が置かれているため、復元図では、すべてのプラットフォームに祭壇が置かれていたと推察している。南端部に3段の基壇と階段（階段8号）を持つ建物を伴う。共伴する土器からパシオン相の後半であり、構築物Bに伴って建立された石碑7号の日付9.14.0.0.0.（711年）を下限とする。階段5号に伴う石碑1号が構築物Cに伴って建立されたと考えられ、その日付は9.11.1.0.0.0.（662年）である。構築物Cの南側の基壇を覆って、増築するようにして構築物Bが建設され、構築物Cの階段はそのまま使用された。南側の基壇を覆って建てられた一段目の基壇にはアルタル・デ・サクリフィシオスで最も背の高かったと考えられる石碑7号が建立された。構築物Cを覆いつつ階段2号〜5号を一部破壊して構築物Aが建てられた。階段1号の前には張り出した一段の低い基壇であるプラットフォームGが増築され、南端部には階段9を持つプラットフォームHが造られた。階段2号と3号の間の位置に階段6号が建設された。構築物Aは後古典期前期のヒンバ相の時期に破壊され、石材が持ち去られたことがわかっている。

### 建造物A-IIIその他
A-IIの対になっているのは、プラザの東側に築かれたやはりA-II同様に長方形の宮殿様基壇である建造物A-IIIである。建造物A-3は、古典期前期に構築物Dが赤い砂岩を用いて建設された。構築物Cも構築物Dを覆って古典期前期に建設された。構築物Cを覆って石灰岩の建物である構築物Bがパシオン相の後半、古典期後期の中葉に建設された。構築物Bは、西向きに3つの階段を持つ低い基壇の上に、6段からなる基壇で構成され、西向きに階段を持っている。本体の大きさはおおむね30 m×23 mほどで頂部からは祭壇5号が確認されている。やはり、パシオン相の後半に構築物Bを覆って構築物Aが造られた。構築物Aは、幅28 mくらいの階段をもつ低い基壇の上に、幅50 m弱、奥行き23 m, 6段の基壇と西向きに二つの階段を持つ。頂部には、祭壇が載せられた低い基壇があったと考えられる。なお、建造物A-3の発掘調査行った際には、高貴な女性の墓である埋葬96号が検出されたが、副葬品にAltar Vaseの名で知られるカレンダー・ラウンドで754年に当たる日付が描かれた円筒形の深鉢が発見された。これが構築物Aの年代の決め手となっている。
またこの時期には北側のプラザの南側に建造物A-5と名付けられた球戯場が築かれている。一方グループAの南側のプラザは北側のように整然としていないが、いくつかの神殿基壇に囲まれていることが地図からうかがうことができる。7世紀前半の日付を示す石碑8号、9号、18号が建立されている。
アルタル・デ・サクリフィシオスを支えてきた人々の住居の跡である小規模の居住に用いられたマウンド群は、大規模な神殿マウンド群の西側にひろがっている。そのうち40基ほどが図化され、いくつかが試掘調査が行われている。時期的には先古典期から古典期にあたる時期のもので、パシオン、サリナス川流域の組織的な一般調査をおこなっていないためはっきりしたことは言えないがかなりの広がりをもっていたと考えられる。

## 土器編年

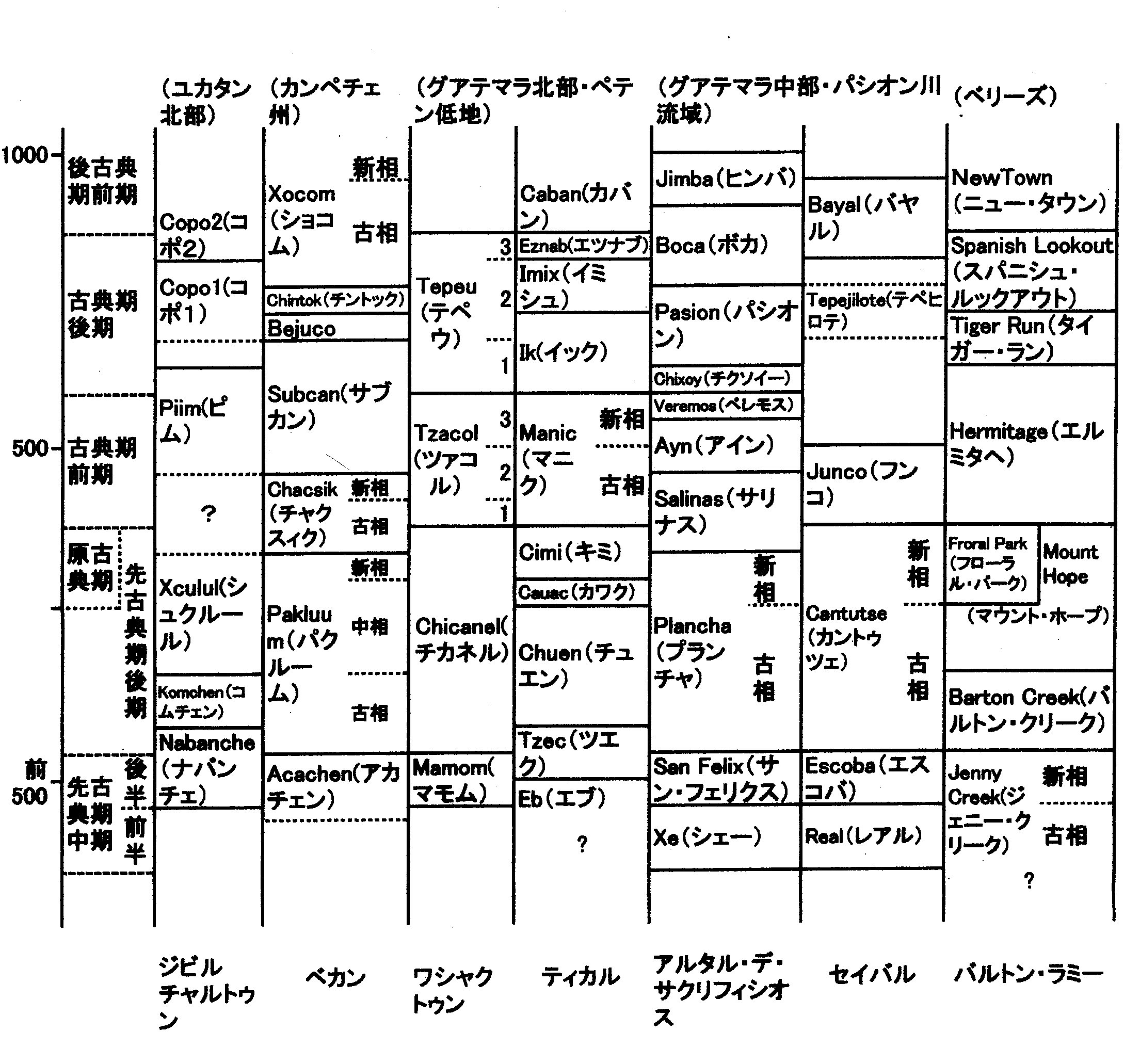
主なマヤ遺跡の編年表

アルタル・デ・サクリフィシオスの土器編年は、先古典期中期初頭のシェー相から原古典期のサリナス相まで連続性をもっている。シェー相の土器は、メソアメリカ最古と目されるグアテマラ太平洋岸のバラ相、オコス相の系譜をひきつつ、タバスコ州のチョンタルパ平原の先古典期前期の土器との類似性が指摘され、バラ、オコスを想起させるテコマテ（楕円形の無頸壺）などが代表的な器形として挙げられる。先古典期後期のプランチャ相の土器はチカネル期の典型的な赤、黒、クリーム色の蝋のような光沢をもつことで知られる単色土器や注口土器である。サリナス相の土器は、乳房型四脚土器と偽ウスルタンの縞文様が施された土器で、続くアイン相までその連続性が残る。アイン相の後半に円筒型三足土器が出現するなどようやくペテン地方の古典期前期の影響が明確になり始める。パシオン相の土器が、ペテンの古典期後期の典型的なテペウ相（ワシャクトゥンの編年で古典期後期に相当）の土器で、鮮やかな絵や象形文字が描かれた彩文土器がみられる時期である。代表的なものは埋葬96号から検出されたAltar Vaseと呼ばれる円筒形の土器で、しゃがんでいたり踊っていたりする人物が鮮やかな色彩で描かれている。ボカ相の土器はファイン・ペーストと呼ばれる精緻で焼成が良好で焼きしまった土器が出土する。良質ないし精胎土オレンジ土器 (Fine Orange ware) やFine Grayと呼ばれるもので、はるか東方（メキシコなど）や北方（ユカタンなど）からの影響によるものと考えられる。ヒンバ相になると良質オレンジ土器と同じ胎土の土偶が圧倒的となり、メキシコ湾岸との関係をうかがわせる。